# Reservation Road
Reservation Road —titulada Un cruce del destino en España— es una película dirigida por Terry George, protagonizada por Joaquín Phoenix, Mark Ruffalo y Jennifer Connelly. Está basada en la novela de John Burnham Schwartz, quien también participó en la escritura del guion.

## Sinopsis
Una cálida noche de septiembre, el profesor de universidad Ethan Learner (Joaquín Phoenix), su esposa Grace (Jennifer Connelly) y su hija Emma (Elle Fanning) han ido a un recital de música en el que su hijo de 10 años, Josh (Sean Curley), ha tocado el violonchelo a la perfección. Cuando regresan a casa, se detienen en una gasolinera ubicada en Reservation Road. Allí, en un instante terrible, lo pierden para siempre.
Una cálida noche de septiembre, el abogado Dwight Arno (Mark Ruffalo) y su hijo de 11 años, Lucas (Eddie Alderson), han ido a ver un partido de los Red Sox, su equipo de béisbol favorito, que tiene la posibilidad de llegar a la Serie Mundial. Al llevar a su hijo de vuelta con su exmujer, Ruth Weldon (Mira Sorvino), Dwight no sabe que un fatídico instante en Reservation Road cambiará su vida.
El accidente ocurre tan deprisa que Lucas ni se da cuenta, pero Ethan, el único testigo, lo ve todo. Dwight, preso del pánico, se da a la fuga. Llega la policía, se abre una investigación. Perseguidos por la tragedia, los dos padres reaccionan de modo inesperado, como también lo hacen Grace y Emma. Al acercarse el momento de la verdad, los dos hombres se verán obligados a tomar la decisión más dura de su vida.

## Reparto
- Joaquin Phoenix como Ethan Learner.
- Jennifer Connelly como Grace Learner.
- Mark Ruffalo como Dwight Arno.
- Mira Sorvino como Ruth Wheldon.
- Elle Fanning como Emma Learner.
- Sean Curley como Josh.
- Eddie Alderson como Lucas.
- Antoni Corone como el sargento Burke.

- Datos: Q782734